# Laphria variana
Laphria variana är en tvåvingeart som beskrevs av White 1918. Laphria variana ingår i släktet Laphria och familjen rovflugor. Inga underarter finns listade i Catalogue of Life.